# Tal Banin
Tal Banin (in ebraico טל בנין‎?; Haifa, 7 marzo 1971) è un allenatore di calcio ed ex calciatore israeliano, di ruolo centrocampista.
Fu capitano della Nazionale israeliana (con cui ha totalizzato 78 presenze segnando 12 goal tra il 1990 e il 2003), ed è stato il primo giocatore israeliano ad aver militato nella Serie A italiana.

## Carriera

### Giocatore

#### Club
Cresciuto nelle giovanili dell'Hapoel Haifa, esordì nel 1987 totalizzando in due anni 44 partite con 7 gol nella seconda divisione israeliana. Dal 1989 fino al 1992 Banin giocò invece nel Maccabi Haifa totalizzando 94 partite e 17 goal. A questo periodo risale anche la sua prima convocazione in Nazionale, il 16 maggio 1990 in un'amichevole disputata contro l'URSS e vinta per 3-2 e la nomina a calciatore israeliano dell'anno nel 1991, quando la sua squadra ottenne un double vincendo sia campionato sia coppa nazionale.
Dopo una parentesi all'Hapoel Haifa nella stagione 1992-1993, Banin si trasferì in Francia, al Cannes. Dopo aver totalizzato 23 presenze e 2 gol contribuendo al raggiungimento della squadra di una posizione utile per la qualificazione in Coppa UEFA, Banin tornò di nuovo all'Hapoel Haifa dove restò fino al 1997.
All'inizio della stagione 1997-1998 si trasferì al Brescia, militandovi fino al 2000. Successivamente tornò in Israele firmando per il Maccabi Tel Aviv, dove rimase tre anni vincendo due trofei nazionali consecutivi e il campionato nel 2003. All'inizio della stagione 2003-2004, dopo l'eliminazione dalla Champions League del Maccabi, Banin fu licenziato dalla squadra insieme al centravanti Avi Nimni, entrambi ritenuti colpevoli dell'eliminazione della squadra.
Dopo il licenziamento, Banin riuscì a firmare un contratto con il Bnei Yehuda, in cui militò fino alla fine della stagione, quando si trasferì nel Beitar Gerusalemme. Alla fine del campionato 2005-2006 Banin ha concluso la sua carriera di calciatore professionista, nelle file del Maccabi Netanya.

#### Nazionale
Ha debuttato in nazionale nel 1990 il 16 maggio in amichevole contro l'Unione Sovietica vinta 3-2 segnando il goal decisivo al 69'; va a segno anche nella sfida successiva giocata pochi giorni più tardi contro l'Argentina persa 1-2. È stato membro fisso della nazionale israeliana fino al 2003, ma senza mai riuscire coi suoi compagni a disputare competizioni internazionali.

### Allenatore
Nel 2008 divenuta vice-allenatore della Nazionale israeliana, incarico ricoperto fino al 2010. L'anno dopo riceve l'incarico di allenatore dell'Hapoel Haifa.

## Statistiche

### Cronologia presenze e reti in nazionale
| Cronologia completa delle presenze e delle reti in nazionale ― Israele | Cronologia completa delle presenze e delle reti in nazionale ― Israele | Cronologia completa delle presenze e delle reti in nazionale ― Israele | Cronologia completa delle presenze e delle reti in nazionale ― Israele | Cronologia completa delle presenze e delle reti in nazionale ― Israele | Cronologia completa delle presenze e delle reti in nazionale ― Israele | Cronologia completa delle presenze e delle reti in nazionale ― Israele | Cronologia completa delle presenze e delle reti in nazionale ― Israele |
| Data                                                                   | Città                                                                  | In casa                                                                | Risultato                                                              | Ospiti                                                                 | Competizione                                                           | Reti                                                                   | Note                                                                   |
| ---------------------------------------------------------------------- | ---------------------------------------------------------------------- | ---------------------------------------------------------------------- | ---------------------------------------------------------------------- | ---------------------------------------------------------------------- | ---------------------------------------------------------------------- | ---------------------------------------------------------------------- | ---------------------------------------------------------------------- |
| 16-5-1990                                                              | Ramat Gan                                                              | Israele                                                                | 3 – 2                                                                  | Unione Sovietica                                                       | Amichevole                                                             | 1                                                                      |                                                                        |
| 22-5-1990                                                              | Ramat Gan                                                              | Israele                                                                | 1 – 2                                                                  | Argentina                                                              | Amichevole                                                             | 1                                                                      |                                                                        |
| 9-10-1990                                                              | Mosca                                                                  | Unione Sovietica                                                       | 3 – 0                                                                  | Israele                                                                | Amichevole                                                             | -                                                                      | 83’                                                                    |
| 12-2-1992                                                              | Gerusalemme                                                            | Israele                                                                | 1 – 2                                                                  | Comunità degli Stati Indipendenti                                      | Amichevole                                                             | -                                                                      |                                                                        |
| 5-3-1992                                                               | Bat Yam                                                                | Israele                                                                | 2 – 1                                                                  | Cipro                                                                  | Amichevole                                                             | -                                                                      |                                                                        |
| 8-4-1992                                                               | Ramat Gan                                                              | Israele                                                                | 2 – 2                                                                  | Islanda                                                                | Amichevole                                                             | -                                                                      |                                                                        |
| 5-8-1992                                                               | Toftir                                                                 | Fær Øer                                                                | 1 – 1                                                                  | Israele                                                                | Amichevole                                                             | 1                                                                      |                                                                        |
| 9-8-1992                                                               | Reykjavík                                                              | Islanda                                                                | 0 – 2                                                                  | Israele                                                                | Amichevole                                                             | -                                                                      |                                                                        |
| 9-9-1992                                                               | Mielec                                                                 | Polonia                                                                | 1 – 1                                                                  | Israele                                                                | Amichevole                                                             | -                                                                      | Ammonizione                                                            |
| 23-9-1992                                                              | Budapest                                                               | Ungheria                                                               | 3 – 0                                                                  | Israele                                                                | Amichevole                                                             | -                                                                      | 31’                                                                    |
| 11-11-1992                                                             | Ramat Gan                                                              | Israele                                                                | 1 – 3                                                                  | Svezia                                                                 | Qual. Mondiali 1994                                                    | 1                                                                      | 10’                                                                    |
| 2-12-1992                                                              | Ramat Gan                                                              | Israele                                                                | 0 – 2                                                                  | Bulgaria                                                               | Qual. Mondiali 1994                                                    | -                                                                      |                                                                        |
| 3-2-1993                                                               | Ramat Gan                                                              | Israele                                                                | 0 – 0                                                                  | Polonia                                                                | Qual. Mondiali 1994                                                    | -                                                                      |                                                                        |
| 17-2-1993                                                              | Ramat Gan                                                              | Israele                                                                | 0 – 4                                                                  | Francia                                                                | Qual. Mondiali 1994                                                    | -                                                                      |                                                                        |
| 24-3-1993                                                              | Ramat Gan                                                              | Israele                                                                | 2 – 2                                                                  | Russia                                                                 | Amichevole                                                             | -                                                                      |                                                                        |
| 27-4-1993                                                              | Odessa                                                                 | Ucraina                                                                | 1 – 1                                                                  | Israele                                                                | Amichevole                                                             | -                                                                      | 15’                                                                    |
| 12-5-1993                                                              | Sofia                                                                  | Bulgaria                                                               | 2 – 2                                                                  | Israele                                                                | Qual. Mondiali 1994                                                    | -                                                                      |                                                                        |
| 16-6-1993                                                              | Lahti                                                                  | Finlandia                                                              | 0 – 0                                                                  | Israele                                                                | Qual. Mondiali 1994                                                    | -                                                                      |                                                                        |
| 15-3-1994                                                              | Ramat Gan                                                              | Israele                                                                | 1 – 0                                                                  | Ucraina                                                                | Amichevole                                                             | 1                                                                      |                                                                        |
| 31-5-1994                                                              | Ramat Gan                                                              | Israele                                                                | 0 – 3                                                                  | Argentina                                                              | Amichevole                                                             | -                                                                      |                                                                        |
| 17-8-1994                                                              | Ramat Gan                                                              | Israele                                                                | 0 – 4                                                                  | Croazia                                                                | Amichevole                                                             | -                                                                      |                                                                        |
| 4-9-1994                                                               | Ramat Gan                                                              | Israele                                                                | 2 – 1                                                                  | Polonia                                                                | Qual. Euro 1996                                                        | -                                                                      | 7’                                                                     |
| 12-10-1994                                                             | Ramat Gan                                                              | Israele                                                                | 2 – 2                                                                  | Slovacchia                                                             | Qual. Euro 1996                                                        | 1                                                                      | 61’                                                                    |
| 16-11-1994                                                             | Trebisonda                                                             | Azerbaigian                                                            | 0 – 2                                                                  | Israele                                                                | Qual. Euro 1996                                                        | -                                                                      | 23’                                                                    |
| 14-2-1995                                                              | Ashdod                                                                 | Israele                                                                | 4 – 2                                                                  | Lussemburgo                                                            | Amichevole                                                             | -                                                                      | 46’                                                                    |
| 8-3-1995                                                               | Istanbul                                                               | Turchia                                                                | 2 – 1                                                                  | Israele                                                                | Amichevole                                                             | -                                                                      |                                                                        |
| 29-3-1995                                                              | Ramat Gan                                                              | Israele                                                                | 0 – 0                                                                  | Francia                                                                | Qual. Euro 1996                                                        | -                                                                      |                                                                        |
| 25-4-1995                                                              | Zabrze                                                                 | Polonia                                                                | 4 – 3                                                                  | Israele                                                                | Qual. Euro 1996                                                        | -                                                                      |                                                                        |
| 17-5-1995                                                              | Ramat Gan                                                              | Israele                                                                | 1 – 2                                                                  | Brasile                                                                | Amichevole                                                             | -                                                                      |                                                                        |
| 7-6-1995                                                               | Bucarest                                                               | Romania                                                                | 2 – 1                                                                  | Israele                                                                | Qual. Euro 1996                                                        | -                                                                      |                                                                        |
| 16-8-1995                                                              | Siófok                                                                 | Ungheria                                                               | 0 – 2                                                                  | Israele                                                                | Amichevole                                                             | -                                                                      |                                                                        |
| 6-9-1995                                                               | Košice                                                                 | Slovacchia                                                             | 1 – 0                                                                  | Israele                                                                | Qual. Euro 1996                                                        | -                                                                      | 43’                                                                    |
| 20-9-1995                                                              | Gerusalemme                                                            | Israele                                                                | 3 – 1                                                                  | Uruguay                                                                | Amichevole                                                             | -                                                                      | 80’                                                                    |
| 11-10-1995                                                             | Tel Aviv                                                               | Israele                                                                | 2 – 0                                                                  | Azerbaigian                                                            | Qual. Euro 1996                                                        | -                                                                      | cap.                                                                   |
| 15-11-1995                                                             | Caen                                                                   | Francia                                                                | 2 – 0                                                                  | Israele                                                                | Qual. Euro 1996                                                        | -                                                                      | 64’                                                                    |
| 24-1-1996                                                              | Calcide                                                                | Grecia                                                                 | 2 – 1                                                                  | Israele                                                                | Amichevole                                                             | -                                                                      |                                                                        |
| 21-2-1996                                                              | Haifa                                                                  | Israele                                                                | 4 – 2                                                                  | Lituania                                                               | Amichevole                                                             | 1                                                                      |                                                                        |
| 26-3-1996                                                              | Varaždin                                                               | Croazia                                                                | 2 – 0                                                                  | Israele                                                                | Amichevole                                                             | -                                                                      |                                                                        |
| 30-4-1996                                                              | Ramat Gan                                                              | Israele                                                                | 4 – 5                                                                  | Corea del Sud                                                          | Amichevole                                                             | 1                                                                      | 61’                                                                    |
| 14-8-1996                                                              | Bucarest                                                               | Romania                                                                | 2 – 0                                                                  | Israele                                                                | Amichevole                                                             | -                                                                      |                                                                        |
| 1-9-1996                                                               | Ramat Gan                                                              | Israele                                                                | 2 – 1                                                                  | Bulgaria                                                               | Qual. Mondiali 1998                                                    | 1                                                                      | cap.                                                                   |
| 9-10-1996                                                              | Ramat Gan                                                              | Israele                                                                | 1 – 1                                                                  | Russia                                                                 | Qual. Mondiali 1998                                                    | -                                                                      | cap.                                                                   |
| 10-11-1996                                                             | Limassol                                                               | Cipro                                                                  | 2 – 0                                                                  | Israele                                                                | Qual. Mondiali 1998                                                    | -                                                                      | cap. 72’                                                               |
| 15-12-1996                                                             | Ramat Gan                                                              | Israele                                                                | 1 – 0                                                                  | Lussemburgo                                                            | Qual. Mondiali 1998                                                    | -                                                                      |                                                                        |
| 31-3-1997                                                              | Lussemburgo                                                            | Lussemburgo                                                            | 0 – 3                                                                  | Israele                                                                | Qual. Mondiali 1998                                                    | 1                                                                      | cap.                                                                   |
| 30-4-1997                                                              | Ramat Gan                                                              | Israele                                                                | 2 – 0                                                                  | Cipro                                                                  | Qual. Mondiali 1998                                                    | -                                                                      | cap. 25’                                                               |
| 17-6-1997                                                              | Jacksonville                                                           | Stati Uniti                                                            | 2 – 1                                                                  | Israele                                                                | Amichevole                                                             | -                                                                      | cap. 30’                                                               |
| 20-8-1997                                                              | Limassol                                                               | Bulgaria                                                               | 1 – 0                                                                  | Israele                                                                | Qual. Mondiali 1998                                                    | -                                                                      | cap.                                                                   |
| 10-10-1998                                                             | Serravalle                                                             | San Marino                                                             | 0 – 5                                                                  | Israele                                                                | Qual. Euro 2000                                                        | -                                                                      | 61’                                                                    |
| 14-10-1998                                                             | Tel Aviv                                                               | Israele                                                                | 1 – 2                                                                  | Spagna                                                                 | Qual. Euro 2000                                                        | -                                                                      | 76’                                                                    |
| 18-11-1998                                                             | Setúbal                                                                | Portogallo                                                             | 2 – 0                                                                  | Israele                                                                | Amichevole                                                             | -                                                                      | cap. 69’                                                               |
| 24-2-1999                                                              | Ramat Gan                                                              | Israele                                                                | 2 – 0                                                                  | Lettonia                                                               | Amichevole                                                             | -                                                                      | cap.                                                                   |
| 10-3-1999                                                              | Bucarest                                                               | Romania                                                                | 0 – 2                                                                  | Israele                                                                | Amichevole                                                             | -                                                                      | cap.                                                                   |
| 28-3-1999                                                              | Ramat Gan                                                              | Israele                                                                | 3 – 0                                                                  | Cipro                                                                  | Qual. Euro 2000                                                        | 1                                                                      | cap.                                                                   |
| 6-6-1999                                                               | Ramat Gan                                                              | Israele                                                                | 5 – 0                                                                  | Austria                                                                | Qual. Euro 2000                                                        | -                                                                      | cap. 17’                                                               |
| 18-8-1999                                                              | Bratislava                                                             | Slovacchia                                                             | 1 – 0                                                                  | Israele                                                                | Amichevole                                                             | -                                                                      | cap. 74’                                                               |
| 5-9-1999                                                               | Limassol                                                               | Cipro                                                                  | 3 – 2                                                                  | Israele                                                                | Qual. Euro 2000                                                        | -                                                                      | cap. 52’                                                               |
| 10-10-1999                                                             | Albacete                                                               | Spagna                                                                 | 3 – 0                                                                  | Israele                                                                | Qual. Euro 2000                                                        | -                                                                      | cap.                                                                   |
| 13-11-1999                                                             | Haifa                                                                  | Israele                                                                | 0 – 5                                                                  | Danimarca                                                              | Qual. Euro 2000                                                        | -                                                                      | cap. 53’ 78’                                                           |
| 17-11-1999                                                             | Copenaghen                                                             | Danimarca                                                              | 3 – 0                                                                  | Israele                                                                | Qual. Euro 2000                                                        | -                                                                      | cap.                                                                   |
| 23-2-2000                                                              | Ramat Gan                                                              | Israele                                                                | 4 – 1                                                                  | Russia                                                                 | Amichevole                                                             | -                                                                      | cap. 45’                                                               |
| 26-4-2000                                                              | Praga                                                                  | Rep. Ceca                                                              | 4 – 1                                                                  | Israele                                                                | Amichevole                                                             | -                                                                      | cap. 54’                                                               |
| 16-8-2000                                                              | Mosca                                                                  | Russia                                                                 | 1 – 0                                                                  | Israele                                                                | Amichevole                                                             | -                                                                      | cap. 83’                                                               |
| 3-9-2000                                                               | Ramat Gan                                                              | Israele                                                                | 2 – 0                                                                  | Liechtenstein                                                          | Qual. Mondiali 2002                                                    | -                                                                      | cap. 66’                                                               |
| 14-2-2001                                                              | Herzliya                                                               | Israele                                                                | 1 – 0                                                                  | Moldavia                                                               | Amichevole                                                             | -                                                                      | cap.                                                                   |
| 28-3-2001                                                              | Vienna                                                                 | Austria                                                                | 2 – 1                                                                  | Israele                                                                | Qual. Mondiali 2002                                                    | -                                                                      | cap. 39’ 73’                                                           |
| 6-6-2001                                                               | Ramat Gan                                                              | Israele                                                                | 1 – 1                                                                  | Spagna                                                                 | Qual. Mondiali 2002                                                    | -                                                                      | 70’                                                                    |
| 15-8-2001                                                              | Kaunas                                                                 | Lituania                                                               | 2 – 3                                                                  | Israele                                                                | Amichevole                                                             | 1                                                                      | 46’                                                                    |
| 1-9-2001                                                               | Sarajevo                                                               | Bosnia ed Erzegovina                                                   | 0 – 0                                                                  | Israele                                                                | Qual. Mondiali 2002                                                    | -                                                                      | cap.                                                                   |
| 27-10-2001                                                             | Ramat Gan                                                              | Israele                                                                | 1 – 1                                                                  | Austria                                                                | Qual. Mondiali 2002                                                    | -                                                                      | cap. 26’                                                               |
| 13-2-2002                                                              | Kaiserslautern                                                         | Germania                                                               | 7 – 1                                                                  | Israele                                                                | Amichevole                                                             | -                                                                      | cap.                                                                   |
| 13-2-2002                                                              | Lussemburgo                                                            | Lussemburgo                                                            | 0 – 5                                                                  | Israele                                                                | Amichevole                                                             | -                                                                      | cap.                                                                   |
| 12-10-2002                                                             | Ta' Qali                                                               | Malta                                                                  | 0 – 2                                                                  | Israele                                                                | Qual. Euro 2004                                                        | -                                                                      | cap.                                                                   |
| 20-11-2002                                                             | Skopje                                                                 | Macedonia                                                              | 2 – 3                                                                  | Israele                                                                | Amichevole                                                             | -                                                                      | cap. 64’ 90+5’                                                         |
| 5-3-2003                                                               | Ramat Gan                                                              | Israele                                                                | 0 – 0                                                                  | Moldavia                                                               | Amichevole                                                             | -                                                                      | cap. 65’                                                               |
| 29-3-2003                                                              | Limassol                                                               | Cipro                                                                  | 1 – 1                                                                  | Israele                                                                | Qual. Euro 2004                                                        | -                                                                      | cap. 56’                                                               |
| 2-4-2003                                                               | Palermo                                                                | Israele                                                                | 1 – 2                                                                  | Francia                                                                | Qual. Euro 2004                                                        | -                                                                      | cap. 74’                                                               |
| 30-4-2003                                                              | Palermo                                                                | Israele                                                                | 2 – 0                                                                  | Cipro                                                                  | Qual. Euro 2004                                                        | -                                                                      | cap. 85’                                                               |
| Totale                                                                 |                                                                        | Presenze                                                               | 78                                                                     |                                                                        | Reti                                                                   | 12                                                                     |                                                                        |

## Palmarès

### Giocatore

#### Club
- Campionato israeliano: 2

Maccabi Haifa: 1990-1991
Maccabi Tel Aviv: 2002-2003
- Coppa d'Israele: 3

Maccabi Haifa: 1990-1991
Maccabi Tel Aviv: 2000-2001, 2001-2002